# الهند في الألعاب البارالمبية الصيفية 2020
شاركت الهند في الألعاب البارالمبية الصيفية 2020 في طوكيو، اليابان، من 24 أغسطس إلى 5 سبتمبر 2021. قامت الهند بالظهور الرسمي لأول مرة في الألعاب البارالمبية الصيفية 1968 وشاركت في جميع نسخ الألعاب البارالمبية الصيفية منذ ألعاب 1984.
أرسلت الهند وفداً يتكون من 54 رياضياً، تنافسوا في تسعة رياضات في الألعاب. وكان تيك تشاند هو حامل العلم خلال حفل افتتاح الألعاب، وحملت الرامية أفاني ليخارا العلم خلال حفل الختام.
كانت هذه هي أكثر حملة بارالمبية ناجحة للهند حتى ذلك الحين، حيث فازت بـ 19 ميدالية، منها خمس ميداليات ذهبية، وثماني فضيات، وست برونزيات. قبل هذه النسخة، كانت الهند قد فازت بمجموع 12 ميدالية عبر جميع الألعاب البارالمبية السابقة.

## الخلفية
تأسست اللجنة البارالمبية الهندية (PCI) في عام 1994، أي بعد خمس سنوات من تأسيس اللجنة البارالمبية الدولية (IPC) في عام 1989. تم تحديد الألعاب الدولية ستوك مانفيل كأول بارالمبياد في 1960. كان الاتحاد الدولي لألعاب ستوك مانفيل هو المنظم للألعاب البارالمبية حتى ألعاب 1984. كانت ألعاب سيول 1988 هي أول دورة تُستخدم فيها تسمية "البارالمبية"، ومنذ ذلك الحين، تُعقد الألعاب البارالمبية في نفس المدينة التي تقام فيها الألعاب الأولمبية الصيفية. كانت الهند قد بدأت مشاركتها البارالمبية في 1968 وشاركت في جميع نسخ الألعاب البارالمبية الصيفية منذ 1984.
تكون الوفد الهندي لهذه الألعاب من 54 شخصاً عبر تسعة رياضات. كان الرياضي ماريابان ثانغافيلو هو حامل العلم المقرر في حفل افتتاح الألعاب لكنه تم استبداله بالرياضي تيك تشاند بسبب قيود الحجر الصحي بسبب فيروس كوفيد-19. حملت الرامية أفاني ليخارا العلم خلال حفل الختام.

## الفائزون بالميداليات
كانت هذه أكثر حملة بارالمبية ناجحة للهند، حيث فازت بـ 19 ميدالية، بما في ذلك خمس ميداليات ذهبية، وثماني فضيات، وست برونزيات. قبل هذه النسخة، كانت الهند قد فازت بمجموع 12 ميدالية عبر جميع الألعاب البارالمبية السابقة.
فازت بهفينا باتيل بأول ميدالية للهند، وهي الميدالية الفضية في كرة الطاولة. أصبحت أفاني ليخارا أول رياضية هندية تفوز بميدالية ذهبية، وفازت بميدالية برونزية أخرى لتصبح أول رياضية هندية تحصد ميداليتين في الرماية. فاز الرامي مانيش ناروال بميدالية ذهبية أخرى في مسابقة مسدس 50 متر SH1، كما فاز سينغراج أدهانا بميداليتين في الرماية، فضية وبرونزية. أصبح هارفيندر سينغ أول هندي يفوز بميدالية في الرماية البارالمبية بعد فوزه بميدالية برونزية في مسابقة القوس في الرجال. في الريشة الطائرة، فاز الرياضيون الهنود بأربع ميداليات، بما في ذلك ميداليتين ذهبيتين من برمود بهاغات وكريشنا ناغار، وفضية من سوهاس ياثيراج وبرونزية من مانوج ساركار.

في ألعاب القوى، فازت الهند بثماني ميداليات، بما في ذلك ميدالية ذهبية، وخمس ميداليات فضية، وميداليتين برونزيتين. فاز سوميت أنتل بميدالية ذهبية في رمي الرمح F64 مع رقم قياسي عالمي جديد. فاز ماريابان ثانغافيلو (ألعاب القوى في الألعاب البارالمبية الصيفية 2020 – القفز العالي للرجال T63) وديفيندرا جهارجاريا (ألعاب القوى في الألعاب البارالمبية الصيفية 2020 – رمي الرمح للرجال F46) بميداليات فضية إلى جانب الميداليات الذهبية التي فازوا بها في ألعاب 2016. كانت هذه هي الميدالية الثالثة لـ جهارجاريا، وهي أكبر عدد من الميداليات التي فاز بها رياضي هندي في الألعاب البارالمبية جنباً إلى جنب مع Joginder Singh Bedi. فاز نيشاد كومار وبرافيين كومار بميداليات فضية في القفز العالي T47 والقفز العالي T64 على التوالي. فاز شاراد كومار (القفز العالي T63) وسوندير سينغ جورجار (رمي الرمح F46) بميداليات برونزية. تم إلغاء ميدالية البرونز التي فاز بها رامي القرص الهندي فينود كومار في فئة F52 بعد أن تم استبعاده بسبب عدم الأهلية في تقييم تصنيف الإعاقة.
| الميدالية | الاسم                  | الرياضة        | الحدث                               | التاريخ  |
| --------- | ---------------------- | -------------- | ----------------------------------- | -------- |
| الأول     | أفاني ليكرا            | الرماية        | بندقية هواء 10 متر وقوف للسيدات SH1 | 30 أغسطس |
| الأول     | سوميت أنتيل            | ألعاب القوى    | رمي الرمح F64 للرجال                | 30 أغسطس |
| الأول     | مانيش ناروال           | الرماية        | بندقية مزيج P4 50 متر مسدس SH1      | 4 سبتمبر |
| الأول     | برمود بهاجت            | ريشة الطائرة   | فردي الرجال SL3                     | 4 سبتمبر |
| الأول     | كرشنا ناغار            | ريشة الطائرة   | فردي الرجال SH6                     | 5 سبتمبر |
| الثاني    | بافينا باتيل           | تنس الطاولة    | فردي السيدات – الفئة 4              | 29 أغسطس |
| الثاني    | نيشاد كومار            | ألعاب القوى    | القفز العالي T47 للرجال             | 29 أغسطس |
| الثاني    | يوغيش كاتونيا          | ألعاب القوى    | رمي القرص F56 للرجال                | 30 أغسطس |
| الثاني    | ديفيندرا جاهجاريا      | ألعاب القوى    | رمي الرمح F46 للرجال                | 30 أغسطس |
| الثاني    | ماريابان ثانغافيلو     | ألعاب القوى    | القفز العالي T63 للرجال             | 31 أغسطس |
| الثاني    | برافين كومار           | ألعاب القوى    | القفز العالي T64 للرجال             | 3 سبتمبر |
| الثاني    | سينغراج أدهانا         | الرماية        | بندقية مزيج P4 50 متر مسدس SH1      | 4 سبتمبر |
| الثاني    | سوهاس لالينكير ياثيراج | ريشة الطائرة   | فردي الرجال SL4                     | 5 سبتمبر |
| الثالث    | سوندار سينغ غورجار     | ألعاب القوى    | رمي الرمح F46 للرجال                | 30 أغسطس |
| الثالث    | سينغراج أدهانا         | الرماية        | بندقية هواء 10 متر مسدس SH1         | 31 أغسطس |
| الثالث    | شاراد كومار            | ألعاب القوى    | القفز العالي T63 للرجال             | 31 أغسطس |
| الثالث    | أفاني ليكرا            | الرماية        | بندقية هواء 50 متر 3 أوضاع SH1      | 3 سبتمبر |
| الثالث    | هارفيندر سينغ          | الرماية بالقوس | فردي القوس المركب للرجال            | 3 سبتمبر |
| الثالث    | مانوج ساركار           | ريشة الطائرة   | فردي الرجال SL3                     | 4 سبتمبر |

### ملخص الميداليات
| الرياضة        | ذهبية | فضية | برونزية | الإجمالي |
| -------------- | ----- | ---- | ------- | -------- |
| الرماية        | 2     | 1    | 2       | 5        |
| ريشة الطائرة   | 2     | 1    | 1       | 4        |
| ألعاب القوى    | 1     | 5    | 2       | 8        |
| تنس الطاولة    | 0     | 1    | 0       | 1        |
| الرماية بالقوس | 0     | 0    | 1       | 1        |
| الإجمالي       | 5     | 8    | 6       | 19       |

| اليوم    | التاريخ  | ذهبية | فضية | برونزية | الإجمالي |
| -------- | -------- | ----- | ---- | ------- | -------- |
| 5        | 29 أغسطس | 0     | 2    | 0       | 2        |
| 6        | 30 أغسطس | 2     | 2    | 1       | 5        |
| 7        | 31 أغسطس | 0     | 1    | 2       | 3        |
| 10       | 3 سبتمبر | 0     | 1    | 2       | 3        |
| 11       | 4 سبتمبر | 2     | 1    | 1       | 4        |
| 12       | 5 سبتمبر | 1     | 1    | 0       | 2        |
| الإجمالي | الإجمالي | 5     | 8    | 6       | 19       |

| الجنس    | ذهبية | فضية | برونزية | الإجمالي |
| -------- | ----- | ---- | ------- | -------- |
| ذكر      | 4     | 7    | 5       | 16       |
| أنثى     | 1     | 1    | 1       | 3        |
| الإجمالي | 5     | 8    | 6       | 19       |

## المتسابقون
تألف الوفد الهندي في الألعاب من 54 رياضيًا شاركوا في تسع رياضات.
| الرياضة      | الرجال | النساء | الإجمالي |
| ------------ | ------ | ------ | -------- |
| الرماية      | 4      | 1      | 5        |
| ألعاب القوى  | 20     | 4      | 24       |
| ريشة الطائرة | 5      | 2      | 7        |
| الكانوي      | 0      | 1      | 1        |
| رفع الأثقال  | 1      | 1      | 2        |
| الرماية      | 8      | 2      | 10       |
| السباحة      | 2      | 0      | 2        |
| تنس الطاولة  | 0      | 2      | 2        |
| التايكوندو   | 0      | 1      | 1        |
| الإجمالي     | 40     | 14     | 54       |

## الرماية
حقق رماة الهند أربعة أماكن تأهيلية في بطولة العالم للرماية البارالمبية 2019. حصلت جيوتي باليان على دعوة من اللجنة الثنائية للمشاركة في البطولة.
الريكورف
| الرياضي       | الفعالية    | الجولة الترتيبية | الجولة الترتيبية | دور الـ64   | دور الـ32                     | دور الـ16                        | ربع النهائي                  | نصف النهائي                     | النهائي                          | النهائي |
| الرياضي       | الفعالية    | النقاط           | التصنيف          | نتيجة الخصم | نتيجة الخصم                   | نتيجة الخصم                      | نتيجة الخصم                  | نتيجة الخصم                     | نتيجة الخصم                      | الترتيب |
| ------------- | ----------- | ---------------- | ---------------- | ----------- | ----------------------------- | -------------------------------- | ---------------------------- | ------------------------------- | -------------------------------- | ------- |
| هارفيندر سينغ | الرجال فردي | 600              | 21               | —           | ترافيساني (إيطاليا) · W 6–5   | تسيوندورجييف (RPC) · W 6–5       | سزارشيفسكي (ألمانيا) · W 6–2 | ماثر (الولايات المتحدة) · L 4–6 | كيم م-س (كوريا الجنوبية) · W 6–5 | الثالث  |
| فيفيك شيكارا  | الرجال فردي | 609              | 10               | —           | ميغامولييا (سريلانكا) · W 6–2 | فيليبس (بريطانيا العظمى) · L 3–7 | لم يتقدم                     | لم يتقدم                        | لم يتقدم                         | 9       |

الكمبود
| الرياضي                 | الفعالية       | الجولة الترتيبية | الجولة الترتيبية | دور الـ64   | دور الـ32                               | دور الـ16                     | ربع النهائي                     | نصف النهائي | النهائي     | النهائي |
| الرياضي                 | الفعالية       | النقاط           | التصنيف          | نتيجة الخصم | نتيجة الخصم                             | نتيجة الخصم                   | نتيجة الخصم                     | نتيجة الخصم | نتيجة الخصم | الترتيب |
| ----------------------- | -------------- | ---------------- | ---------------- | ----------- | --------------------------------------- | ----------------------------- | ------------------------------- | ----------- | ----------- | ------- |
| راكش كومار              | الرجال فردي    | 699              | 3                | تقدم تلقائي | نغاي كا تشوين (هونغ كونغ) · W 144–131   | مارشاك (سلوفاكيا) · W 140–137 | آي شينليانغ (الصين) · L 143–145 | لم يتقدم    | لم يتقدم    | 5       |
| شيام سوندَر سوامي        | الرجال فردي    | 682              | 21               | تقدم تلقائي | ستوتزمان (الولايات المتحدة) · L 139–142 | لم يتقدم                      | لم يتقدم                        | لم يتقدم    | لم يتقدم    | 17      |
| جيوتي باليان            | النساء فردي    | 671              | 15               | —           | ليونارد (جزيرة أيرلندا) · L 137–141     | لم يتقدم                      | لم يتقدم                        | لم يتقدم    | لم يتقدم    | 17      |
| جيوتي باليان راكش كومار | الفريق المختلط | 1370             | 6                | —           | —                                       | تايلاند (THA) · W 147–141     | تركيا (TUR) · L 151–153         | لم يتقدم    | لم يتقدم    | 5       |

## ألعاب القوى
حقق الرياضيون الهنود الأماكن التأهيلية عبر الأحداث المؤهلة وتصنيفات العالم لألعاب القوى. أعلنت اللجنة البارالمبية الهندية عن القائمة النهائية للرياضيين بعد تجارب الاختيار التي جرت في نيودلهي.
المسار
| سيمران شارما | سباق 100 متر سيدات T13 | 12.69 SB | لم يتقدم |

الميدان
| الرياضي            | الحدث                   | النتيجة  | الترتيب |
| ------------------ | ----------------------- | -------- | ------- |
| أميت كومار ساروهة  | رمي النادي للرجال F51   | 27.77 SB | 5       |
| دارامبير نين       | رمي النادي للرجال F51   | 25.59 SB | 8       |
| فينود كومار        | رمي القرص للرجال F52    | CNC      | CNC     |
| يوغيش كاثونيا      | رمي القرص للرجال F56    | 44.38 SB | الأول   |
| نيشاد كومار        | القفز العالي للرجال T47 | 2.06 AR  | الأول   |
| رام بال            | القفز العالي للرجال T47 | 1.94     | 5       |
| ماريابان ثانجافيلو | القفز العالي للرجال T63 | 1.86 SB  | الثاني  |
| شاراد كومار        | القفز العالي للرجال T63 | 1.83 SB  | الثالث  |
| فارون سينغ بهاتي   | القفز العالي للرجال T63 | 1.77 SB  | 7       |
| برافين كومار       | القفز العالي للرجال T64 | 2.07 AR  | الثاني  |
| نابديف سينغ        | رمي الرمح للرجال F41    | 40.80    | 4       |
| سوندير سينغ غورجار | رمي الرمح للرجال F46    | 64.01 SB | الثالث  |
| أجييت سينغ         | رمي الرمح للرجال F46    | 56.15    | 8       |
| ديفيندرا جهارجاريا | رمي الرمح للرجال F46    | 64.35 PB | الثاني  |
| رانجيت بهاتي       | رمي الرمح للرجال F57    | NM       | NM      |
| سانديب تشودهاري    | رمي الرمح للرجال F64    | 62.20 SB | 4       |
| سوميت أنتل         | رمي الرمح للرجال F64    | 68.55 WR | الأول   |
| أرفيند مالك        | رمي الجلة للرجال F35    | 13.48    | 7       |
| سومان رانا         | رمي الجلة للرجال F57    | 13.81    | 4       |
| تيك تشاند          | رمي الجلة للرجال F55    | 9.04     | 8       |
| كاشيش لاكرا        | رمي النادي للسيدات F51  | 12.66 SB | 6       |
| إكيتا بيان         | رمي النادي للسيدات F51  | 8.38 SB  | 8       |
| بهاغياشري جادهاف   | رمي الجلة للسيدات F34   | 7.00 PB  | 7       |

مفتاح
- NM = لا توجد علامة
- WR = رقم عالمي
- AR = رقم منطقة (آسيا)
- SB = أفضل موسم
- PB = أفضل شخصي
- CNC = التصنيف غير مكتمل

## كرة الريشة
شهدت كرة الريشة ظهورها الأول في الألعاب البارالمبية، حيث تأهل سبعة لاعبين هنود للمشاركة في الألعاب بناءً على التصنيفات المؤهلة أو الدعوات الثنائية.
الرجال
| الرياضي                  | الحدث    | مرحلة المجموعات                       | مرحلة المجموعات                                  | مرحلة المجموعات                      | مرحلة المجموعات | نصف النهائي                               | النهائي / BM                                   | النهائي / BM |
| الرياضي                  | الحدث    | المعارضة النتيجة                      | المعارضة النتيجة                                 | المعارضة النتيجة                     | الترتيب         | المعارضة النتيجة                          | المعارضة النتيجة                               | الترتيب      |
| ------------------------ | -------- | ------------------------------------- | ------------------------------------------------ | ------------------------------------ | --------------- | ----------------------------------------- | ---------------------------------------------- | ------------ |
| برمود بهاجت              | فردي SL3 | ساركار (الهند) ف (21–10, 21–23, 21–9) | تشيركوف (أوكرانيا) ف (21–12, 21–9)               | —                                    | 1 Q             | فوجيهارا (اليابان) ف (21–11, 21–16)       | بيثال (بريطانيا العظمى) ف (21–14, 21–17)       | الأول        |
| مانوج ساركار             | فردي SL3 | بهاجت (الهند) خ (10–21, 23–21, 9–21)  | تشيركوف (أوكرانيا) ف (21–16, 21–9)               | —                                    | 2 Q             | بيثال (بريطانيا العظمى) خ (8–21, 10–21)   | فوجيهارا (اليابان) ف (22–20, 21–13)            | الثالث       |
| تارون دهيلون             | فردي SL4 | تيماروم (تايلاند) ف (21–7, 21–13)     | شين ك-ه (كوريا الجنوبية) ف (21–18, 15–21, 21–17) | سيتياوان (إندونيسيا) خ (19–21, 9–21) | 2 Q             | مازور (فرنسا) خ (16–21, 21–16, 18–21)     | سيتياوان (إندونيسيا) خ (17–21, 11–21)          | 4            |
| سوهاس لاليناكيري ياثيراج | فردي SL4 | بوت (ألمانيا) ف (21–9, 21–3)          | سوسانتو (إندونيسيا) ف (21–6, 21–12)              | مازور (فرنسا) خ (15–21, 17–21)       | 2 Q             | سيتياوان (إندونيسيا) ف (21–9, 21–15)      | مازور (فرنسا) خ (21–15, 17–21, 15–21)          | الثاني       |
| كريشنا ناغار             | فردي SH6 | تاريسوه (ماليزيا) ف (22–20, 21–10)    | تافاريس (البرازيل) ف (21–17, 21–14)              | —                                    | 1 Q             | كوومبز (بريطانيا العظمى) ف (21–10, 21–11) | تشو إم كاي (هونغ كونغ) ف (21–17, 16–21, 21–17) | الأول        |

النساء
| الرياضي                  | الحدث        | مرحلة المجموعات                                    | مرحلة المجموعات                         | مرحلة المجموعات | ربع النهائي                         | نصف النهائي      | النهائي / BM     | النهائي / BM |
| الرياضي                  | الحدث        | المعارضة النتيجة                                   | المعارضة النتيجة                        | الترتيب | المعارضة النتيجة                    | المعارضة النتيجة | المعارضة النتيجة | الترتيب      |
| ------------------------ | ------------ | -------------------------------------------------- | --------------------------------------- | --- | ----------------------------------- | ---------------- | ---------------- | ------------ |
| بالاك كوهلي              | فردي SU5     | سوزوكي (اليابان) خ (4–21, 7–21)                    | باغلار (تركيا) ف (21–12, 21–18)         | 2 Q | كاميياما (اليابان) خ (11–21, 15–21) | لم يتقدم         | لم يتقدم         | لم يتقدم     |
| بارول بارمار             | فردي SL4     | تشنغ هي فانغ (الصين) خ (8–21, 2–21)                | سيبرت (ألمانيا) خ (21–23, 21–19, 15–21) | rowspan="2" data-sort-value="" style="background: #ececec; color: #2C2C2C; vertical-align: middle; text-align: center; " class="table-na" \| — |                                     | لم يتقدم         | لم يتقدم         | لم يتقدم     |
| بارول بارمار بالاك كوهلي | زوجي SL3–SU5 | تشنغ هي فانغ / · ما هوي هوي (الصين) خ (7–21, 5–21) | مورين / · نوال (فرنسا) خ (12–21, 20–22) | 3 |                                     | لم يتقدم         | لم يتقدم         | لم يتقدم     |

مختلط
| الرياضي                 | الحدث              | مرحلة المجموعات                               | مرحلة المجموعات                                 | مرحلة المجموعات | نصف النهائي                                     | النهائي / BM                                   | النهائي / BM |
| الرياضي                 | الحدث              | المعارضة النتيجة                              | المعارضة النتيجة                                | الترتيب         | المعارضة النتيجة                                | المعارضة النتيجة                               | الترتيب      |
| ----------------------- | ------------------ | --------------------------------------------- | ----------------------------------------------- | --------------- | ----------------------------------------------- | ---------------------------------------------- | ------------ |
| برمود بهاجت بالاك كوهلي | زوجي مختلط SL3–SU5 | مازور / · نوال (فرنسا) خ (9–21, 21–15, 19–21) | تيماروم / · ساينسوبا (تايلاند) ف (21–15, 21–19) | 2 Q             | سوسانتو / · أوكتيلا (إندونيسيا) خ (3–21, 15–21) | فوجيهارا / · سوجينو (اليابان) خ (21–23, 19–21) | 4            |

## الكانو البارالمبي
كانت براشي ياداف هي الوحيدة من لاعبي الكانو البارالمبي من الهند في دورة طوكيو البارالمبية، وقد حصلت على مكانها في البطولة بعد حصولها على المركز الثامن في بطولة العالم الدولية للكانو 2019.
| الرياضي     | الحدث | المرحلة الأولى | المرحلة الأولى | نصف النهائي | نصف النهائي | النهائي  | النهائي |
| الرياضي     | الحدث | الوقت          | الترتيب        | الوقت       | الترتيب     | الوقت    | الترتيب |
| ----------- | ----- | -------------- | -------------- | ----------- | ----------- | -------- | ------- |
| براشي ياداف | VL2   | 1:11.098       | 4 Q            | 1:07.397    | 3 Q         | 1:07.329 | 8       |

## رفع الأثقال
تم دعوة ساكينا خاتون وجايديب ديسوال عبر الدعوة الثنائية للمشاركة في الألعاب. أصبحت ساكينا أول امرأة في الهند تشارك في رفع الأثقال في الألعاب البارالمبية، بينما كانت هذه هي المرة الثانية لجايديب في الألعاب البارالمبية.
| الرياضي       | الحدث              | النتيجة | الترتيب |
| ------------- | ------------------ | ------- | ------- |
| جايديب ديسوال | فئة 65 كجم للرجال  | —       | —       |
| ساكينا خاتون  | فئة 50 كجم للسيدات | 93      | 5       |

## الرماية
| صفحات تبدأ ب‍ ‍الهند في الألعاب البارالمبية الصيفية 2020 |
| ---------------------------------------------------- |
| - الهند في الألعاب البارالمبية الصيفية 2020          |

حقق الرماة الهنود مراكز التأهل عبر مختلف البطولات المؤهلة. أصبح مانيش ناروال وديبندر سينغ أول رماة يتأهلون بعد فوزهم بالميدالية الذهبية والفضية على التوالي في كأس العالم للرماية البارالمبية 2018 في شاتورو، وانضم إليهم سينغراج أدهانا بعد تأمينه مقعدًا في حدث المسدس المختلط. أصبحت أفاني ليخارا أول رامية أنثى تؤمن مكانًا في الألعاب البارالمبية. حصل سواروب مهفير أنهالكار وسيدهارتا بابو على التأهيل في بطولة العالم للرماية البارالمبية 2019 في سيدني. حصل رماة آخرون على باقي الأماكن المؤهلة في كأس العالم البارالمبية 2021 التي أُقيمت في ليما. أعلنت اللجنة البارالمبية الهندية عن فريقها المكون من 10 أعضاء للألعاب في 8 يوليو 2021.
الرجال
| الرياضي               | الحدث                        | التأهل | التأهل | النهائي | النهائي |
| الرياضي               | الحدث                        | النقاط | الترتيب | النقاط  | الترتيب |
| --------------------- | ---------------------------- | ------ | --- | ------- | ------- |
| مانيش ناروال          | P1 مسدس هواء 10 متر SH1      | 575    | 1 Q | 135.8   | 7       |
| ديبندر سينغ           | P1 مسدس هواء 10 متر SH1      | 560    | colspan="2"data-sort-value="" style="background: #ececec; color: #2C2C2C; vertical-align: middle; text-align: center; " class="table-na" \| لم يتأهل             |         |         |
| سينغراج أدهانا        | P1 مسدس هواء 10 متر SH1      | 569    | 6 Q | 216.8   | الثالث  |
| سواروب مهفير أنهالكار | R1 بندقية هواء 10 متر SH1    | 615.2  | 7 Q | 203.9   | 4       |
| ديبك سايني            | R1 بندقية هواء 10 متر SH1    | 592.6  | rowspan="2" colspan="2"data-sort-value="" style="background: #ececec; color: #2C2C2C; vertical-align: middle; text-align: center; " class="table-na" \| لم يتأهل |         |         |
| ديبك سايني            | R7 بندقية 50 متر 3 أوضاع SH1 | 1114   | 18 |         |         |

النساء
| الرياضي         | الحدث                        | التأهل | التأهل  | النهائي      | النهائي |
| الرياضي         | الحدث                        | النقاط | الترتيب | النقاط       | الترتيب |
| --------------- | ---------------------------- | ------ | ------- | ------------ | ------- |
| روبينيا فرانسيس | P2 مسدس هواء 10 متر SH1      | 560    | 7 Q     | 128.5        | 7       |
| أفاني ليخارا    | R2 بندقية هواء 10 متر SH1    | 621.7  | 7 Q     | 249.6 EWR PR | الأول   |
| أفاني ليخارا    | R8 بندقية 50 متر 3 أوضاع SH1 | 1176   | 2 Q     | 445.9        | الثالث  |

مختلط
| الرياضي        | الحدث                      | التأهل | التأهل | التأهل   | النهائي | النهائي |
| الرياضي        | الحدث                      | النقاط | الترتيب | النقاط   | الترتيب |         |
| -------------- | -------------------------- | ------ | --- | -------- | ------- | ------- |
| راهول جاخار    | P3 مسدس 25 متر SH1 مختلط   | 576    | 2 Q | 12       | 5       |         |
| آكاش           | P3 مسدس 25 متر SH1 مختلط   | 551    | colspan="2"data-sort-value="" style="background: #ececec; color: #2C2C2C; vertical-align: middle; text-align: center; " class="table-na" \| لم يتأهل             |          |         |         |
| مانيش ناروال   | P4 مسدس 50 متر SH1 مختلط   | 533    | 7 Q | 218.2 PR | الأول   |         |
| سينغراج أدهانا | P4 مسدس 50 متر SH1 مختلط   | 536    | 4 Q | 216.7    | الثاني  |         |
| آكاش           | P4 مسدس 50 متر SH1 مختلط   | 507    | rowspan="7" colspan="2"data-sort-value="" style="background: #ececec; color: #2C2C2C; vertical-align: middle; text-align: center; " class="table-na" \| لم يتأهل |          |         |         |
| ديبك سايني     | R3 بندقية 10 متر SH1 مختلط | 624.9  | 43 |          |         |         |
| سيدهارتا بابو  | R3 بندقية 10 متر SH1 مختلط | 625.5  | 40 |          |         |         |
| أفاني ليخارا   | R3 بندقية 10 متر SH1 مختلط | 629.7  | 27 |          |         |         |
| أفاني ليخارا   | R6 بندقية 50 متر SH1 مختلط | 612    | 28 |          |         |         |
| ديبك سايني     | R6 بندقية 50 متر SH1 مختلط | 602.2  | 46 |          |         |         |
| سيدهارتا بابو  | R6 بندقية 50 متر SH1 مختلط | 617.2  | 9 |          |         |         |

## السباحة
حقق سويش جادهف الحد الأدنى للمعايير المؤهلة للتأهل للألعاب. لاحقًا، حصل نيرانجان موكوندان على دعوة ثنائية للمشاركة في حدث 50 متر فراشة S7 في الألعاب.
| نيرانجان موكوندان | سباق 50 متر فراشة S7 | 33.82 | rowspan="2" colspan="2" data-sort-value="" style="background: #ececec; color: #2C2C2C; vertical-align: middle; text-align: center; " class="table-na" \| لم يتأهل |
| سويش جادهف        | سباق 50 متر فراشة S7 | 32.36 | 5 |
| سويش جادهف        | سباق 100 متر صدر SB7 للرجال\|colspan="2" data-sort-value="" style="background: #ececec; color: #2C2C2C; vertical-align: middle; text-align: center; " class="table-na" \| — | DSQ | DSQ |
| سويش جادهف        | سباق 200 متر ميدلي SM7 للرجال | DNS\|colspan="2" data-sort-value="" style="background: #ececec; color: #2C2C2C; vertical-align: middle; text-align: center; " class="table-na" \| لم يتأهل | DNS\|colspan="2" data-sort-value="" style="background: #ececec; color: #2C2C2C; vertical-align: middle; text-align: center; " class="table-na" \| لم يتأهل        |

DNS - لم يبدأ؛ DSQ- تم استبعاده

## تنس الطاولة
| صفحات تبدأ ب‍ ‍الهند في الألعاب البارالمبية الصيفية 2020 |
| ---------------------------------------------------- |
| - الهند في الألعاب البارالمبية الصيفية 2020          |

دخلت الهند لاعبين اثنين في مسابقة تنس الطاولة في الألعاب. تأهلت بهفينا باتيل وسونال باتيل عبر التصنيف العام.
| الرياضي                  | الحدث | مرحلة المجموعات            | مرحلة المجموعات                    | مرحلة المجموعات | دور الـ 16                     | الربع النهائي                    | نصف النهائي             | النهائي                    | النهائي |
| الرياضي                  | الحدث | المعارضة النتيجة           | المعارضة النتيجة                   | الترتيب | المعارضة النتيجة               | المعارضة النتيجة                 | المعارضة النتيجة        | المعارضة النتيجة           | الترتيب |
| ------------------------ | --- | -------------------------- | ---------------------------------- | --- | ------------------------------ | -------------------------------- | ----------------------- | -------------------------- | ------- |
| سونال باتيل              | الفردي للسيدات C3 | لي جيان (الصين) خسارة 2–3  | لي م-ج (كوريا الجنوبية) خسارة 1–3  | colspan="5" data-sort-value="" style="background: #ececec; color: #2C2C2C; vertical-align: middle; text-align: center; " class="table-na" \| لم يتأهل |                                |                                  |                         |                            |         |
| بهفينا باتيل             | الفردي للسيدات C4 | تشو يينغ (الصين) خسارة 0–3 | شاكليتون (بريطانيا العظمى) فوز 3–1 | 2 Q | دي أوليفيرا (البرازيل) فوز 3–0 | بيريتيك-رانكوفيا (صربيا) فوز 3–0 | تشانغ م (الصين) فوز 3–2 | تشو يينغ (الصين) خسارة 0–3 | الثاني  |
| سونال باتيل بهفينا باتيل | الفرق للسيدات C4-5\|colspan="4" data-sort-value="" style="background: #ececec; color: #2C2C2C; vertical-align: middle; text-align: center; " class="table-na" \| — | الصين (CHN) خسارة 0–2      | لم يتأهل                           | لم يتأهل | لم يتأهل                       |                                  |                         |                            |         |

## التايكوندو
حصلت أرونا تانوار على دعوة ثنائية للمشاركة في الألعاب. انسحبت خلال المنافسة بسبب إصابة.
النساء
| الرياضي      | الحدث       | دور الـ 16                  | الربع النهائي               | نصف النهائي      | إعادة التأهيل 1                | إعادة التأهيل 2  | النهائي          | النهائي  |
| الرياضي      | الحدث       | المعارضة النتيجة            | المعارضة النتيجة            | المعارضة النتيجة | المعارضة النتيجة               | المعارضة النتيجة | المعارضة النتيجة | الترتيب  |
| ------------ | ----------- | --------------------------- | --------------------------- | ---------------- | ------------------------------ | ---------------- | ---------------- | -------- |
| أرونا تانوار | K44 −49 كجم | يوفانوفيتش (صربيا) فوز 29–9 | إسبينوزا (بيرو) خسارة 21–84 | لم يتأهل         | فاتالييفا (أذربيجان) خسارة W/O | لم يتأهل         | لم يتأهل         | لم يتأهل |